# Cocoon: Întoarcerea
Cocon: Întoarcerea (în engleză Cocoon: The Return) este un film american SF de comedie dramatic din 1988 care a fost regizat de Daniel Petrie după un scenariu de Stephen McPherson. Este continuarea filmului Cocoon din 1985.
A avut un buget de 17,5 milioane $ și încasări de 25 de milioane $.

## Rezumat
Bătrâni care au zburat cu extratereștrii se întorc pentru a termina unele afaceri și își vor ajuta prietenii să salveze extraterestrul găsit de pământeni într-un cocon subacvatic. Acesta a fost plasat în Institutul Oceanografic, unde, datorită abilităților sale telepatice unice, a devenit obiectul unei atenții sporite a militarilor.

## Distribuție
Au interpretat actorii:
- Don Ameche - Art Selwyn
- Wilford Brimley - Ben Luckett
- Courteney Cox - Sara
- Hume Cronyn - Joe Finley
- Jack Gilford - Bernie Lefkowitz
- Steve Guttenberg - Jack Bonner[12]
- Barret Oliver - David
- Maureen Stapleton - Mary Luckett
- Jessica Tandy - Alma Finley
- Gwen Verdon - Bess McCarthy-Selwyn
- Tahnee Welch - Kitty
- Elaine Stritch - Ruby Feinberg
- Linda Harrison - Susan
- Tyrone Power, Jr. - Pillsbury
- Mike Nomad - Doc
- Herta Ware (cameo) - Rose Lefkowitz
- Brian Dennehy (cameo) - Walter